# Atsumare! Fushigi Kenkyū-bu
Atsumare! Fushigi Kenkyū-bu (あつまれ！ふしぎ研究部?  lit. ¡Reunanse! Club de investigación misteriosa) es una serie de manga japonés escrito e ilustrado por Masahiro Anbe. Ha sido serializada en la revista de manga shōnen Shūkan Shōnen Champion de Akita Shoten desde el 29 de septiembre de 2016, y se ha recopilado en dieciséis volúmenes tankōbon hasta el momento.

## Publicación
Atsumare! Fushigi Kenkyū-bu es escrito e ilustrado por Masahiro Anbe. Comenzó su serialización en la revista de manga shōnen Shūkan Shōnen Champion de Akita Shoten el 29 de septiembre de 2016. Akita Shoten ha recopilado sus capítulos individuales en volúmenes tankōbon. El primer volumen fue publicado el 7 de abril de 2017, y hasta el momento se han lanzado quince volúmenes.
| Volúmenes de manga publicados | Volúmenes de manga publicados | Volúmenes de manga publicados |
| Número                        | Fecha de publicación          | ISBN                          |
| ----------------------------- | ----------------------------- | ----------------------------- |
| 1                             | 7 de abril de 2017            | ISBN 978-4-253-22821-3        |
| 2                             | 7 de septiembre de 2017       | ISBN 978-4-253-22822-0        |
| 3                             | 8 de febrero de 2018          | ISBN 978-4-253-22823-7        |
| 4                             | 6 de julio de 2018            | ISBN 978-4-253-22824-4        |
| 5                             | 7 de diciembre de 2018        | ISBN 978-4-253-22825-1        |
| 6                             | 8 de mayo de 2019             | ISBN 978-4-253-22826-8        |
| 7                             | 6 de septiembre de 2019       | ISBN 978-4-253-22827-5        |
| 8                             | 7 de febrero de 2020          | ISBN 978-4-253-22828-2        |
| 9                             | 6 de agosto de 2020           | ISBN 978-4-253-22829-9        |
| 10                            | 8 de diciembre de 2020        | ISBN 978-4-253-22830-5        |
| 11                            | 8 de abril de 2021            | ISBN 978-4-253-22831-2        |
| 12                            | 8 de septiembre de 2021       | ISBN 978-4-253-22832-9        |
| 13                            | 8 de marzo de 2022            | ISBN 978-4-253-22833-6        |
| 14                            | 7 de julio de 2022            | ISBN 978-4-253-22834-3        |
| 15                            | 8 de noviembre de 2022        | ISBN 978-4-253-22835-0        |